# Juigné-sur-Sarthe
Juigné-sur-Sarthe là một xã thuộc tỉnh Sarthe trong vùng Pays-de-la-Loire tây bắc nước Pháp. Xã này có diện tích 20,5 km2, dân số năm 2006 là 1169 người.